# Леопольд, принц Салерно
Леопольдо Джованни Джузеппе Микеле (итал. Leopoldo Giovanni Giuseppe Michele di Borbone, principe di Salerno, 2 июля 1790, Неаполь — 10 марта 1851, там же) — принц Бурбон-Сицилийский и принц Салерно, младший сын короля Фердинанда I и Марии Каролины Австрийской.

## Биография
Принц Леопольд родился в семье короля Обеих Сицилий Фердинанда I и его супруги австрийской эрцгерцогини Марии Каролины. Его мать была дочерью императора Священной Римской империи Франца I и Марии Терезии. Приходился племянником казненной французской королеве Марии Антуанетте и двум австрийским императорам.

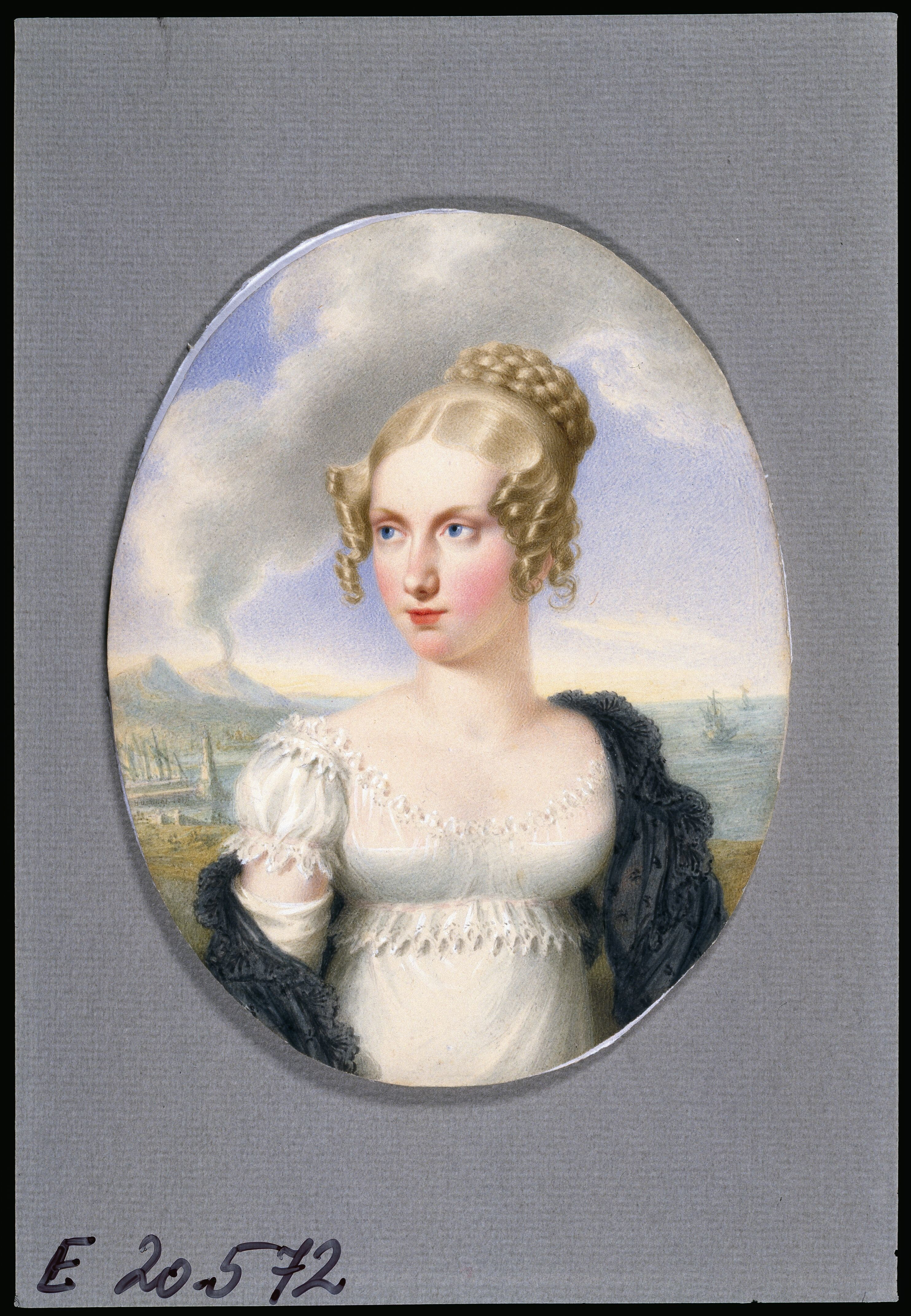
Клементина Австрийская

28 июля 1816 года во Дворце Шёнбрунн принц вступил в брак с австрийской эрцгерцогиней Клементиной, которая приходилась ему родной племянницей. Она была дочерью императора Священной Римской империи (позже Австрийского императора) Франца II и Марии Терезы Бурбон-Неаполитанской.
В браке родилось четверо детей, из которых выжила лишь одна дочь, принцесса Мария Каролина (1822—1869) — будущая супруга принца Генриха Орлеанского, герцога Омальского, младшего сына французского короля Луи Филиппа I. Благодаря этому браку у принца и принцессы было четверо внуков, из которых до совершеннолетия дожили двое, но умерли рано и не оставили потомков.
У принца также был внебрачный сын от 16-летней балерины Фанни Эльслер:

Связь князя с танцовщицей не была секретом для гостиных Неаполя. Чтобы потушить скандал, Леопольда отправили в Рим, определив в почётный караул при папе. Фанни же скромно вернулась в Вену, где 4 июня 1827 года у неё родился сын.— Айвор Гест
Принц скончался в 1851 году. Супруга пережила принца на 30 лет и умерла в доме их зятя принца Генриха, пережив единственную дочь.

## Титул
- 2 июля 1790 — 10 марта 1851: Его Королевское Высочество Принц Бурбон-Сицилийский, Принц Салерно

## Награды
- Орден Святого Януария (1790)
- Константиновский орден Святого Георгия, большой крест (1797)
- Орден Святого Фердинанда и Заслуг, большой крест
- Орден Святого Георгия и Воссоединения, большой крест
- Королевский венгерский орден Святого Стефана, большой крест (Австрия)
- Орден Золотого руна (Испания, 6 февраля 1802)
- Орден Карлоса III, большой крест (Испания, 1802)
- Орден Святого апостола Андрея Первозванного (Россия, 25 сентября 1800)
- Орден Святого Александра Невского (Россия, 25 сентября 1800)
- Орден Святой Анны 1-й степени (Россия, 25 сентября 1800)
- Высший орден Святого Благовещения (Сардинское королевство, 1822)
- Орден Святых Маврикия и Лазаря, большой крест (Сардинское королевство)
- Орден Святого Духа (Франция, 1810)
- Орден Святого Михаила (Франция)